# Ель-Генейна
Ель-Генейна (араб. الجنينة (مدينة)) — місто в Судані, столиця штату Західний Дарфур.

## Клімат
Місто знаходиться у зоні, котра характеризується кліматом напівпустель. Найтепліший місяць — травень із середньою температурою 30.2 °C (86.4 °F). Найхолодніший місяць — січень, із середньою температурою 21.7 °С (71.1 °F).
| Клімат Ель-Генейни      | Клімат Ель-Генейни | Клімат Ель-Генейни | Клімат Ель-Генейни | Клімат Ель-Генейни | Клімат Ель-Генейни | Клімат Ель-Генейни | Клімат Ель-Генейни | Клімат Ель-Генейни | Клімат Ель-Генейни | Клімат Ель-Генейни | Клімат Ель-Генейни | Клімат Ель-Генейни | Клімат Ель-Генейни |
| Показник                | Січ.               | Лют.               | Бер.               | Квіт.              | Трав.              | Черв.              | Лип.               | Серп.              | Вер.               | Жовт.              | Лист.              | Груд.              | Рік                |
| Середня температура, °C | 21,7               | 23,9               | 26,9               | 29,2               | 30,2               | 29,4               | 27                 | 25,9               | 26,8               | 26,9               | 24,2               | 22                 | 26,2               |
| Норма опадів, мм        | 0                  | 0                  | 0.4                | 3.9                | 15.7               | 46.2               | 157.3              | 199.5              | 71.4               | 9.9                | 0                  | 0                  | 504.3              |
| Днів з опадами          | 0                  | 0                  | 0,1                | 0,9                | 2                  | 6,4                | 14,3               | 15,6               | 6,7                | 1,6                | 0                  | 0                  | 47,6               |
| Вологість повітря, %    | 18.5               | 14.6               | 13.7               | 15.8               | 24.8               | 41.3               | 63.5               | 72.4               | 59.1               | 32.9               | 21.8               | 19.8               | 33.2               |
| ----------------------- | ------------------ | ------------------ | ------------------ | ------------------ | ------------------ | ------------------ | ------------------ | ------------------ | ------------------ | ------------------ | ------------------ | ------------------ | ------------------ |
| Джерело: Weatherbase    |                    |                    |                    |                    |                    |                    |                    |                    |                    |                    |                    |                    |                    |

## Населення
У місті проживає 169 259 чоловік (оцінка на 2010 рік).
Таблиця:
| Рік                       | Населення |
| ------------------------- | --------- |
| 1973 (перепис)            | 35424     |
| 1983 (перепис)            | 55996     |
| 1993 (перепис)            | 92831     |
| 2010 (оцінка чисельності) | 169259    |